# Zelia Trebelli

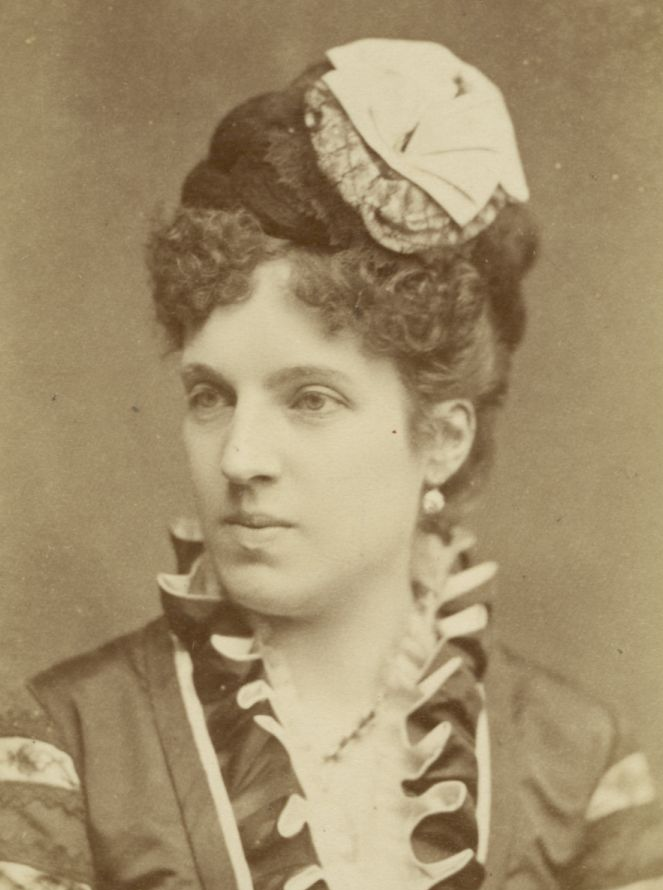
Zelia Trebelli-Bettini, okänt år.

Zelia Trebelli-Bettini, ursprungligen Gloria Caroline Gillebert, född den 12 november 1836 i Paris, död den 18 augusti 1892 i Étretat, var en fransk operasångerska (mezzosopran), aktiv 1859–1889. Hon var medlem i Kungliga Musikaliska Akademien från 1876.

## Biografi
Zelia Trebelli studerade piano från sex års ålder. Hon var först en begåvad pianist innan sångstudierna helt tog över under Pierre Francois Wartels ledning. År 1859 debuterade hon på operascenen i Madrid och antog då sitt italienska artistnamn Madame Trebelli genom att vända sitt efternamn och ta bort g:et. Efter sitt giftermål med tenoren Alessandro Bettini (1825-1898) 1863, kallade hon sig också Trebelli-Bettini. Med honom fick hon även en dotter Antoinette (Antonia) Dolores Trebelli-Bettini (ca. 1864 -), även hon firad sopransångerska under artistnamnet Mademoiselle Dolores. 
Zelia Trebellis karriär utspelade sig under nästan ständiga turnéer över Europa och Nordamerika. Hon fick sitt genombrott i Berlin 1860. Hon kom till England 1862 och blev primadonna där på den största scenen 1863. År 1875–76 uppträdde hon i Sverige och Norge tillsammans med barytonsångaren Conrad Behrens. I Sverige uppträdde hon även tillsammans med belgaren Ernest Jules Wieuxtemps på soloviolin (bror till violinisten Henri Wieuxtemps) och engelske kompositören Frederic Hymen Cowen som spelade pianosolostycken. Hon uppträdde sedan bland annat i Storbritannien, USA 1878 och Finland och Ryssland 1882.

## Teater

### Roller
- 1875 – Cherubino i Figaros bröllop av Wolfgang Amadeus Mozart, Kungliga Operan[6]